# Adékanmi Olufadé
Adékanmi Olufadé, né le 7 janvier 1980 à Lomé, est un footballeur international togolais évoluant au poste d'ailier ou d'avant-centre de la fin des années 1990 au début des années 2010.

## Biographie
Il participe à l'aventure de Lille en Ligue des champions et y inscrit un but décisif contre le Deportivo La Corogne.
En plus de trois ans, il marque 33 buts pour 70 apparitions avec La Gantoise, dont 15 buts lors de sa première période 2006-2007.
En juillet 2010, le joueur et le club gantois décide d'un commun accord de rompre le contrat qui les unit. Dans la foulée, il rejoint le Sporting de Charleroi, club qu'il a déjà connu en 2003-2004.
Avec l'équipe du Togo, Olufadé participe notamment à la Coupe du monde 2006 en Allemagne où il ne joue que trente minutes, à l'occasion d'une défaite 0-2 contre la France en phase de groupe.

## Carrière

### En club
| Saison      | Club                  | Pays     | Championnat    | Championnat | Championnat | Championnat  | Championnat  | Europe | Europe | Europe |
| Saison      | Club                  | Pays     | Division       | Matchs      | Buts        | Cartons      | Cartons      | Coupe  | Matchs | Buts   |
| ----------- | --------------------- | -------- | -------------- | ----------- | ----------- | ------------ | ------------ | ------ | ------ | ------ |
| Saison      | Club                  | Pays     | Division       | Matchs      | Buts        | Carton jaune | Carton rouge | Coupe  | Matchs | Buts   |
| 2000 - 2001 | KSC Lokeren           | Belgique | Jupiler League | 13          | 7           | ?            | ?            | /      | -      | -      |
| 2001 - 2002 | Lille OSC             | France   | Ligue 1        | 11          | 1           | ?            | ?            | C1+C3  | 5+1    | 1+0    |
| 2002 - 2003 | OGC Nice              | France   | Ligue 1        | 18          | 2           | ?            | ?            | /      | -      | -      |
| 2003 - 2004 | Sporting de Charleroi | Belgique | Jupiler League | 24          | 7           | ?            | ?            | /      | -      | -      |
| 2004 - 2005 | Lille OSC             | France   | Ligue 1        | 0           | 0           | ?            | ?            | IT     | 1      | 0      |
| 2004 - 2005 | Al-Sailiya            | Qatar    | Championnat    | ?           | ?           | ?            | ?            | /      | -      | -      |
| 2005 - 2006 | Al-Sailiya            | Qatar    | Championnat    | ?           | ?           | ?            | ?            | /      | -      | -      |
| 2006 - 2007 | La Gantoise           | Belgique | Jupiler League | 27          | 15          | ?            | ?            | /      | -      | -      |
| 2007 - 2008 | La Gantoise           | Belgique | Jupiler League | 17          | 9           | ?            | ?            | IT     | 4      | 4      |
| 2008 - 2009 | La Gantoise           | Belgique | Jupiler League | ?           | ?           | ?            | ?            | ?      | ?      | ?      |
| 2009 - 2010 | La Gantoise           | Belgique | Jupiler League | ?           | ?           | ?            | ?            | ?      | ?      | ?      |
| 2010 - 2011 | Sporting de Charleroi | Belgique | Jupiler League | ?           | ?           | ?            | ?            | ?      | ?      | ?      |

## Palmarès

### En club
- LOSC Lille (1)
  -  Coupe Intertoto  (1) :
    - Champion : 2004

### Récompenses individuelles
- Troisième du Soulier d'ébène, récompense annuelle  qui couronne le meilleur footballeur africain (ou d'origine africaine) évoluant en Belgique au sein des trois divisions nationales.

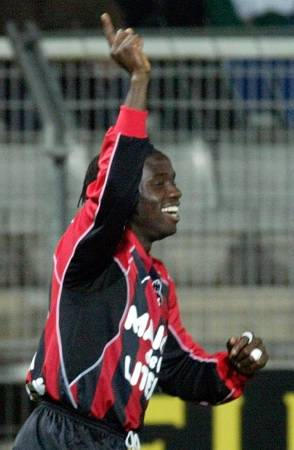
Olufadé avec l'O.G.C.Nice

Il a disputé la coupe d'Afrique des nations en 2002 et 2006.
Olufadé participe à la coupe du monde 2006 avec l'équipe du Togo.